# 松寿 (茶)
松寿（しょうじゅ）は、日本・鹿児島県種子島固有のチャノキの品種。極早⽣品種であり、「日本一早い新茶」と称され、西之表市では例年3月中旬から茶摘みが行われる。
クリーミーでまろやかな甘みがあり、ミルクともバニラとも感じられる⾵味は他のチャノキにはない特徴となっている。
名称は松寿院にちなむ。